# Калеван Палло
КалПа (фін. Kalevan Pallo  (KalPa)) — хокейний клуб з міста Куопіо, Фінляндія. Заснований у 1929 році. Виступає у фінський Лійзі.

## Історія
Клуб заснований 1929 року в місті Сортавала але після анексії цих територій СРСР у 1945 команда перебазувалась до Куопіо.
Традиційно спортивний клуб розвивав хокей з м'ячем, фінський бейсбол та футбол.
З 1950-х відокремився футбольний клуб КуПС, а наприкінці 1970-х окремою юридичною особою став і хокейний клуб.
У середині 2010-х років 50,5 % акцій команди викупив відомий фінський хокеїст Самі Капанен і ще 8 % акцій придбав ще один вихованець КалПи Кіммо Тімонен, які таким чином володіють основним пакетом акцій. Треба відзначити, що саме ці гравці захищали кольори рідної команди під час локауту в НХЛ сезоні 2004/05 та її виступу в першому дивізіоні чемпіонату Фінляндії. За підсумками тогорічного чемпіонату КалПа повернулась до СМ-ліги.
За цей час клуб здобув срібло чемпіонату Фінляндії та став переможцем Кубку Шпенглера 2018.

## Досягнення
Лійга
- Чемпіон (1): 2025
- Срібний призер (2): 1991, 2017
- Бронзовий призер (1):  2009

Кубок Шпенглера
- Чемпіон (1): 2018

## Гравці

### Закріпленні номери
- 1 - Пасі Куйвалайнен
- 24 - Самі Капанен
- 27 - Йоуні Рінне
- 44 - Кіммо Тімонен

### Гравці НХЛ
- Адам Голл (2004–05)
- Теему Хартікайнен (2008–10)
- Оллі Йокінен (1994–95)
- Каспері Капанен (2012–15)
- Самі Капанен (1990–94, 2004–05, 2008–10, 2011–14)
- Ярмо Кекяляйнен (1983–85, 1991–92)
- Мікко Коскінен (2011–13)
- Арттурі Лехконен (2012–14)
- Юуусо Ріікола (2012–18)
- Крейг Сміт (2012)
- Дерек Степан (2012–13)
- Джеремі Стівенсон (2007–08)
- Александр Тексьє (2017–19)
- Кіммо Тімонен (1991–94, 2004–05)
- Юссі Тімонен (2001–02, 2008–17)